# اتفاقية سبليت
اتفاقية سبليت أو إعلان سبليت هي اتفاقية دفاع مشترك بين كرواتيا وجمهورية البوسنة والهرسك واتحاد البوسنة والهرسك وتم التوقيع عليها في سبليت بكرواتيا في 22 يوليو 1995 من أجل دعوة الجيش الكرواتي للتدخل عسكريا في البوسنة والهرسك في المقام الأول لتخفيف حصار بيهاتش.
كانت اتفاقية سبليت نقطة تحول في حرب البوسنة والهرسك وكذلك عاملا مهما في حرب الاستقلال الكرواتية. أدى ذلك إلى نشر واسع النطاق للجيش الكرواتي في البوسنة والهرسك والاستيلاء على مواقع إستراتيجية في عملية صيف 95. وقد سمح هذا بدوره بالاستيلاء السريع على كنين عاصمة جمهورية كرايينا الصربية ورفع حصار بيهاتش بعد ذلك بوقت قصير خلال عملية العاصفة. الهجمات اللاحقة للجيش الكرواتي في البوسنة والهرسك بدعم من جيش جمهورية البوسنة والهرسك ومجلس الدفاع الكرواتي وكذلك الحملة الجوية لحلف شمال الأطلسي في البوسنة والهرسك حولت التوازن العسكري في حرب البوسنة والهرسك والمساهمة في بدء محادثات السلام التي أدت إلى اتفاقية دايتون.

## الخلفية

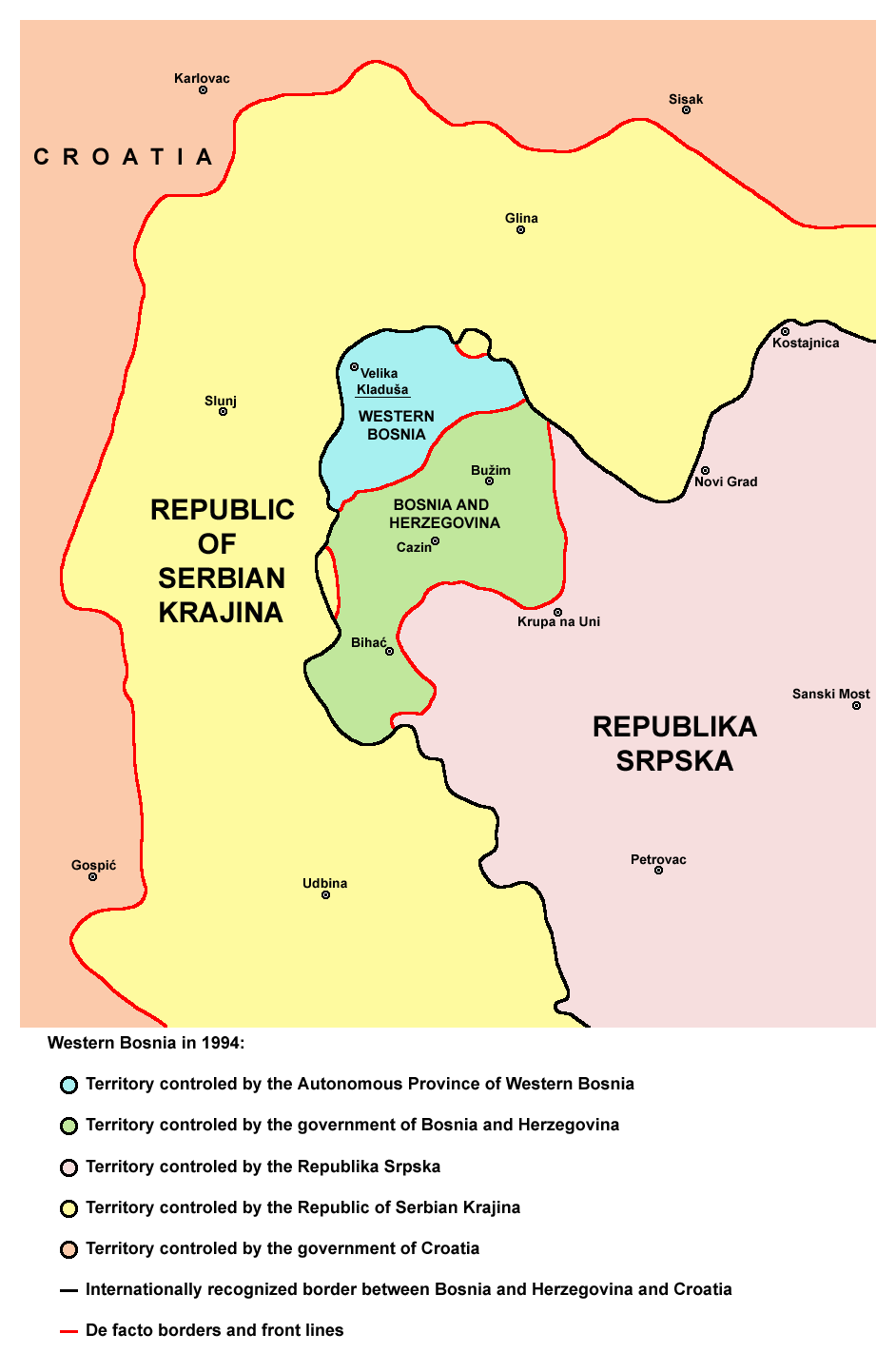
خريطة جيب بيهاتش.

في نوفمبر 1994 دخل حصار بيهاتش مرحلة حرجة مثل جيش جمهورية صرب البوسنة وقوات جمهورية كرايينا الصربية (دولة غير معترف بها تأسست في أعقاب تمرد صرب كرواتيا) اقترب من الاستيلاء على المدينة البوسنية. كانت بيهاتش «منطقة آمنة» حددتها الأمم المتحدة يسيطر عليها الفيلق الخامس من جيش جمهورية البوسنة والهرسك بدعم من مجلس الدفاع الكرواتي القوة العسكرية الرئيسية لكروات البوسنة والهرسك. كان يُعتقد أن استيلاء القوات الصربية على بيهاتش من شأنه أن يؤدي إلى تصعيد الحرب وتفاقم الخلاف المتزايد بين الولايات المتحدة وفرنسا والمملكة المتحدة حيث تدعو الولايات المتحدة والقوى الأوروبية إلى اتباع طرق مختلفة للحفاظ على المنطقة. بالإضافة إلى ذلك كان يُخشى أن تتحول بيهاتش إلى أسوأ كارثة إنسانية في الحرب. علاوة على ذلك كان منع تبعية بيهاتش لجمهورية صرب البوسنة أمرا مهما من الناحية الإستراتيجية لكرواتيا التي كانت تخوض حرب الاستقلال الكرواتية ضد جمهورية صرب البوسنة. اعتقد رئيس الأركان العامة الكرواتية يانكو بوبيتكو أن السقوط المحتمل لبيهاتش سيمثل نهاية المجهود الحربي الكرواتي. واعتُبر أنه إذا تم الاستيلاء على المنطقة من قبل القوات الصربية فإن ذلك سيسمح بتوحيد الأراضي التي تحتلها القوات الصربية في كرواتيا والبوسنة والهرسك وكذلك إعادة انتشار جيش جمهورية صرب البوسنة لتعزيز مناطق أخرى.
في اجتماع للحكومتين الكرواتية والأمريكية والمسؤولين العسكريين عقد في 29 نوفمبر 1994 اقترح الممثلون الكرواتيون هجوما على الأراضي التي يسيطر عليها الصرب من ليفنو في البوسنة والهرسك من أجل سحب جزء من القوات التي تحاصر بيهاتش ومنع الاستيلاء عليها من قبل الصرب. لم يقدم المسؤولون الأمريكيون أي رد على الاقتراح وأعلن عن عملية شتاء 94 في نفس اليوم. إلى جانب المساهمة في الدفاع عن بيهاتش تقدمت مواقع الهجوم التي احتلتها الجيش الكرواتي ومجلس الدفاع الكرواتي بالقرب من طرق الإمداد الحيوية لجيش جمهورية صرب البوسنة.
كان هذا الاجتماع واحدا من سلسلة اجتماعات عُقدت في زغرب وواشنطن العاصمة عقب اتفاقية واشنطن في مارس 1994. أنهت الاتفاقية الحرب الكرواتية - البوسنية وأعادت تحالف جيش جمهورية البوسنة والهرسك ومجلس الدفاع الكرواتي ضد جيش جمهورية صرب البوسنة وزودت كرواتيا بمستشارين عسكريين أمريكيين من شركة الموارد المهنية العسكرية. تم التعاقد مع شركة الموارد المهنية العسكرية لأن حظر الأسلحة الذي تفرضه الأمم المتحدة كان لا يزال ساريا ظاهريا لإعداد الجيش الكرواتي للمشاركة في برنامج الناتو للشراكة من أجل السلام. دربت المنظمة ضباط وأفراد الجيش الكرواتي لمدة 14 أسبوعا من يناير إلى أبريل 1995. كما تم التكهن بأن شركة الموارد المهنية العسكرية قدمت أيضا المشورة العقائدية وتخطيط السيناريو ومعلومات الأقمار الصناعية الحكومية الأمريكية إلى كرواتيا. وقد نفى مسؤولو شركة الموارد المهنية العسكرية والمسؤولون الكرواتيون هذه التكهنات. في نوفمبر 1994 أنهت الولايات المتحدة من جانب واحد حظر توريد الأسلحة المفروض على البوسنة والهرسك مما سمح فعليا للجيش الكرواتي بتزويد نفسه مع دخول شحنات الأسلحة عبر كرواتيا. يعكس التدخل الأمريكي إستراتيجية عسكرية جديدة أقرها الرئيس بيل كلينتون منذ فبراير 1993.

## دعوة للتدخل الكرواتي
في 17 يوليو بدأت جيوش جمهورية كرايينا الصربية وجيش جمهورية صرب البوسنة محاولة جديدة للاستيلاء على بيهاتش من خلال التوسع في المكاسب التي تحققت خلال عملية العنكبوت. الهجوم الذي يحمل الاسم الرمزي عملية السيف 95 كان يهدف إلى الاستيلاء على كازين محور طريق النقل الذي يقع في وسط جيب بيهاتش الذي يسيطر عليه جيش جمهورية البوسنة والهرسك ومجلس الدفاع الكرواتي. قاد فيلق الوحدات الخاصة لجيش جمهورية كرايينا الصربية الهجوم وبدعم من مجموعة عمليات «العنكبوت» التابعة لقوات مقاطعة غرب البوسنة المستقلة المتمتعة بالحكم الذاتي التي كانت حليفة جيش جمهورية كرايينا الصربية منذ عام 1993 تتقدم من الشمال الغربي مع فيلق بنيجا التاسع والثلاثين من جيش جمهورية كرايينا الصربية من الشمال الشرقي وفيلق كرايينا الثاني من جيش جمهورية صرب البوسنة من الجنوب الشرقي. تم دعم هذا الجهد أيضا من قبل حوالي 500 من القوات الخاصة في الجيش اليوغوسلافي وحرس زيلكو رازناتوفيتش أركان المتطوع الصربي لما مجموعه حوالي 19000 من القوات المهاجمة أو القطاعية المحتشدة ضد الفيلق الخامس من جيش جمهورية البوسنة والهرسك. بحلول 21 يوليو تمكنت قوات جيش جمهورية كرايينا الصربية من اختراق 7 كيلومترات (4.3 ميل) لكنها فشلت في قطع طريق بيهاتش-كازين. دفع متجدد من جيش جمهورية كرايينا الصربية وجيش مقاطعة غرب البوسنة المستقلة بعد أربعة أيام قواتهم على بعد 5 كيلومترات (3.1 ميل) من كازين ووضعهم في السيطرة أو في مواقع مواتية لضرب العديد من التمريرات الرئيسية والنقاط المهيمنة في ساحة المعركة بحلول 26 يوليو. تم ترك الفيلق الخامس من جيش جمهورية البوسنة والهرسك في وضع دفاعي حرج بالاعتماد على المساعدة الخارجية.
مع تدهور الوضع حول بيهاتش بالنسبة لجيش جمهورية البوسنة والهرسك أدركت حكومة جمهورية البوسنة والهرسك أنها لا تستطيع الاحتفاظ بالمنطقة بمفردها وطلبت من كرواتيا التدخل العسكري. ناشد رئيس أركان جيش جمهورية البوسنة والهرسك راسم ديليتش كل من الجيش الكرواتي ومجلس الدفاع الكرواتي لمساعدة الفيلق الخامس من جيش جمهورية البوسنة والهرسك في 20 يوليو مقترحا هجمات للجيش الكرواتي على بوسانسكو غراهوفو وكنين وفوينيتش. وقد أيد نداءه رئيس تركيا سليمان دميرل عندما التقى برئيس كرواتيا فرانيو تودجمان في جزر بريوني في اليوم التالي.
أدى ذلك إلى توقيع اتفاقية سبليت وهي اتفاقية دفاع مشترك من قبل تودجمان ورئيس جمهورية البوسنة والهرسك علي عزت بيغوفيتش في سبليت في 22 يوليو للسماح بنشر واسع النطاق للجيش الكرواتي في البوسنة والهرسك. إلى جانب تودجمان وعزت بيغوفيتش تم التوقيع على الاتفاقية من قبل رئيس اتحاد البوسنة والهرسك كريسيمير زوباك ورئيس وزراء البوسنة والهرسك حارس سيلاييتش. كان بوساطة ديميريل. نص الاتفاق على وجه التحديد على أن كرواتيا طلبت مساعدة عسكرية عاجلة خاصة لمنطقة بيهاتش وأن الأطراف في الاتفاقية تعتزم تنسيق أنشطتها العسكرية. العنوان الكامل لاتفاقية سبليت هو إعلان بشأن تنفيذ اتفاقية واشنطن والدفاع المشترك ضد العدوان الصربي وتحقيق حل سياسي وفقا لجهود المجتمع الدولي. وحضر حفل التوقيع سفير الولايات المتحدة لدى كرواتيا بيتر قالبرايث وسفير ألماني يمثل الاتحاد الأوروبي.

## فيما بعد

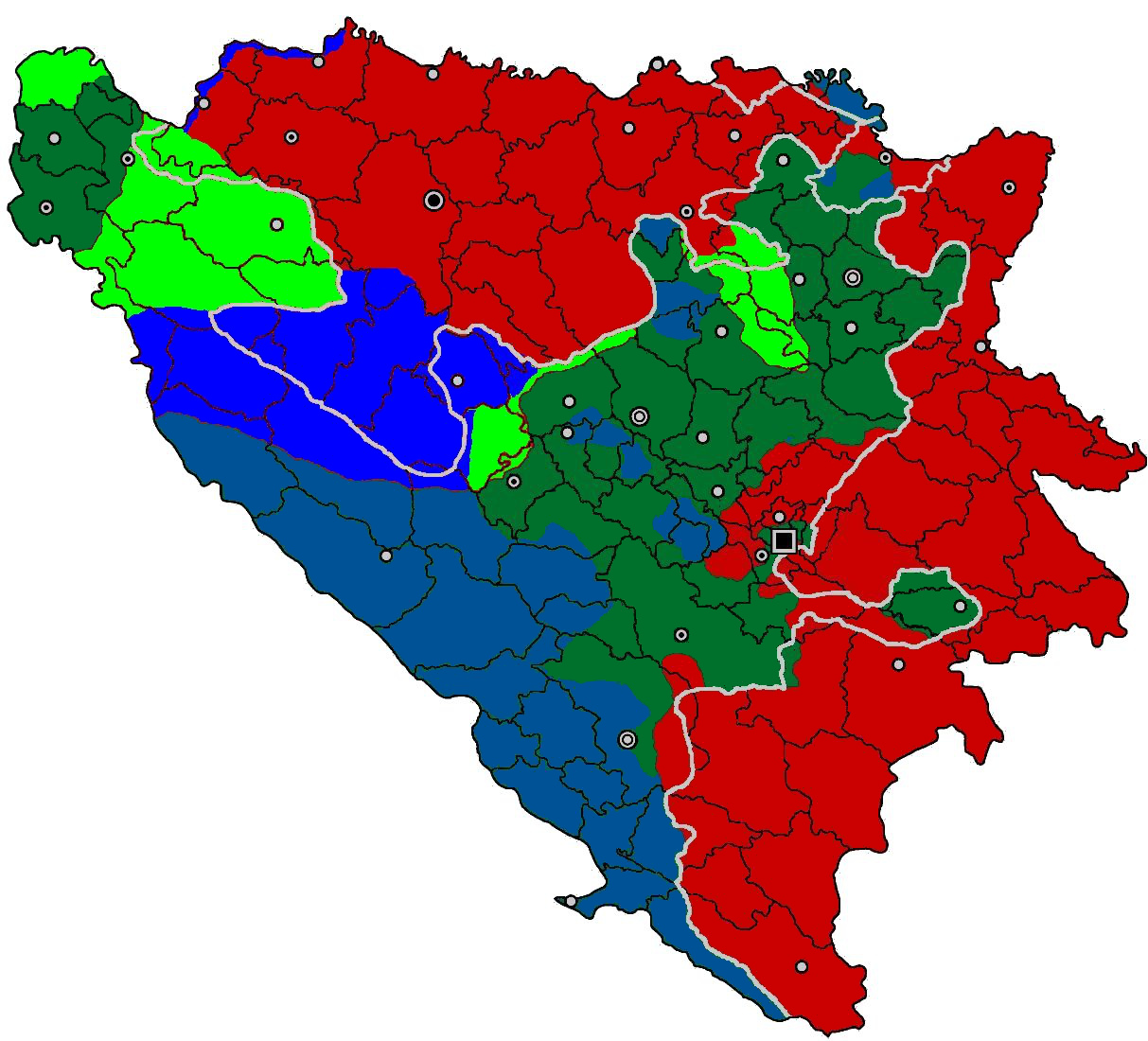
مكاسب الجيش الكرواتي ومجلس الدفاع الكرواتي في 1995
مكاسب جيش جمهورية البوسنة والهرسك في عام 1995.

أتاحت الاتفاقية للجيش الكرواتي الفرصة لتوسيع مكاسبه الإقليمية من عملية شتاء 94 من خلال التقدم من ليفانيسكو بولي. كان من المتوقع أن تخفف هذه الخطوة الضغط على الفيلق الخامس من جيش جمهورية البوسنة والهرسك المدافع عن بيهاتش مع وضع الجيش الكرواتي في وضع أكثر ملاءمة لضرب كنين عاصمة جمهورية كرايينا الصربية. استجاب الجيش الكرواتي ومجلس الدفاع الكرواتي بسرعة من خلال عملية صيف 95. الهجوم بقيادة اللفتنانت جنرال أنته غوتوفينا نجح في الاستيلاء على بوسانسكو غراهوفو وغلاموتش في 28-29 يوليو. أدى الهجوم إلى دفع بعض وحدات جيش جمهورية كرايينا الصربية بعيدا عن بيهاتش ولكن ليس بالقدر الذي كان متوقعا في بداية العملية. مع ذلك وضع الهجوم للجيش الكرواتي في وضع ممتاز حيث عزل كنين عن جمهورية صرب البوسنة وجمهورية يوغوسلافيا الاتحادية وأدى إلى الاستيلاء على بوسانسكو غراهوفو وغلاموتش التي كانت تقع على الطريق المباشر الوحيد بين الاثنين.
بغض النظر عن النطاق المحدود لعملية صيف 1995 أصبحت اتفاقية سبليت أداة أساسية لتغيير الوضع الاستراتيجي العام في البوسنة والهرسك حيث كان لصرب البوسنة والهرسك اليد العليا منذ بداية حرب البوسنة والهرسك وكذلك في كرواتيا حيث كانت الخطوط الأمامية ثابتة إلى حد كبير منذ هدنة سراييفو عام 1992. مع انتهاء عملية صيف 1995 غير جيش جمهورية كرايينا الصربية وجيش جمهورية صرب البوسنة أولويتهما من تحطيم جيب بيهاتش إلى صد هجوم كرواتي محتمل للاستيلاء على كنين (التقدم من الأراضي التي تم اكتسابها مؤخرا في البوسنة والهرسك). اتفق قادة جيش جمهورية كرايينا الصربية ميلان مارتيتش وميل مركشيتش مع الممثل الخاص للأمم المتحدة ياسوشي أكاشي على الانسحاب من منطقة بيهاتش في 30 يوليو على أمل أن تساهم هذه الخطوة في تجنب الهجوم الكرواتي. على الرغم من أن الهجوم قد تحقق بعد أيام باسم عملية العاصفة وهي نصر ساحق للجيش الكرواتي في حرب الاستقلال الكرواتية.
مثل نجاح عملية العاصفة أيضا نصر إستراتيجي في حرب البوسنة والهرسك حيث رفعت حصار بيهاتش وسمحت للقيادات الكرواتية والبوسنية بالتخطيط لتدخل عسكري واسع النطاق في منطقة بانيا لوكا التي يسيطر عليها جيش جمهورية صرب البوسنة على أساس اتفاقية سبليت يهدف إلى خلق توازن جديد للقوى في البوسنة والهرسك ومنطقة عازلة على طول الحدود الكرواتية والمساهمة في حل الحرب. في سبتمبر 1995 جاء التدخل باسم عملية ميسترال 2 بدعم من جيش جمهورية البوسنة والهرسك الهجومية عملية سانا جنبا إلى جنب مع حملة جوية لحلف شمال الأطلسي في البوسنة والهرسك. حطمت الهجمات دفاعات جيش جمهورية صرب البوسنة واستولت على مساحات شاسعة من الأراضي. تم تكرار هذا العمل الفذ في عملية التحرك الجنوبي التي نفذت في أكتوبر وتقدمت على بعد 25 كيلومترا (16 ميلاً) من بانيا لوكا وساهمت في بدء محادثات السلام التي من شأنها أن تؤدي إلى اتفاقية دايتون بعد ذلك بوقت قصير. بشكل عام ثبت أن نشر الجيش الكرواتي على أساس اتفاقية سبليت كان حاسما في هزيمة جيش جمهورية صرب البوسنة في حرب البوسنة والهرسك.